# Coptosia drurei
Coptosia drurei là một loài bọ cánh cứng trong họ Cerambycidae.